# Výhrada veřejného pořádku
Výhrada veřejného pořádku je právní institut v oblasti mezinárodního práva soukromého, který umožňuje a také zavazuje stát k výjimečnému odmítnutí  použití ustanovení zahraničního právního řádu, ačkoli by byl jinak povinen jej aplikovat na základě vlastní kolizní normy. Poskytuje státu ochranu před aplikací takových ustanovení právního řádu jiného státu, která jsou v rozporu se souborem jeho základních principů a určitých hodnot, na jejichž zachování (např. v rámci svého ústavního práva) musí bezpodmínečně nutno trvat (veřejný pořádek).